# Вонг, Николь
Николь А. Вонг — американский юрист, специализирующийся на Интернете, СМИ и праве интеллектуальной собственности. В мае 2013 года она была назначена администрацией Барака Обамы на должность заместителя начальника технологического отдела Белого дома. Она получила прозвище «Решающая», когда была вице-президентом и заместителем главного юрисконсульта в Google, она отвечала за дела по цензуре. Вонг ушла с поста заместителя технического отдела 16 августа 2014 года, чтобы вернуться вместе со своей семьёй в Калифорнию.

## Ранние годы и образование
Николь Вонг, американка китайского происхождения в четвёртом поколении, родилась в США. Её прадед был китайским иммигрантом, который въехал в США через Канаду и выращивал картофель в Айдахо, работал в прачечной в Мичигане, затем стал поваром в городе Ливермор (Калифорния). Её бабушка по материнской линии родом из Южного Китая. До 1950-х годов её бабушка и дедушка не могли владеть собственностью в Калифорнии. Они помогли основать из первых китайских общинных банков в стране, и её дед стал его вице-президентом.
Вонг выросла в Дель Мар, Калифорния, и изначально хотела быть журналистом, так как её тётя была репортёром Los Angeles Times. Она училась в Джорджтаунском университете, где работала редактором новостей на радиостанции кампуса. В 1990 году она получила степень бакалавра с отличием (magna cum laude) по американистике и английскому языку в качестве непрофилирующего предмета. Она имеет звание феллоу по поэзии, а позже в 1995 году получила юридическое образование в школе права Калифорнийского университета в Беркли и степень магистра журналистики в Высшей школе журналистики того же университета. В Беркли она стала соучредителем Asian Law Journal и его первым главным редактором.

## Карьера
После окончания университета Вонг работала юристом и занималась юридической практикой в компании Steinhart & Falconer LLP в Сан-Франциско; в числе её клиентов местные газеты и радиостанции. Когда начался Интернет-бум, она стала консультировать Yahoo!, Evite и PayPal. В 1997 году она была сотрудником Perkins Coie LLP, а через три года стала партнёром компании. Вонг представляла различных медиа-клиентов, в том числе Los Angeles Times, The Walt Disney Company, Microsoft и Amazon.com, до прихода в Google на должность старшего юрисконсульта по комплаенсам. В конце концов, в 2004 году она получила должность вице-президента и заместителя главного юрисконсульта. Вонг была ответственной за нормативные вопросы и претензии к продукции Google.
В ноябре 2012 года Вонг покинула Google и стал юридическим директором по продукции в Twitter. В июне 2013 года она вступила в администрацию Обамы на должность заместителя главного директора по технологиям США, в ходе выполнения обязанностей работала с Тоддом Парком.
С 1996 по 1998 год она входила в состав совета управляющих Национальной Азиатско-тихоокеанско-американской ассоциации адвокатов, а с 2001 по 2004 год была сопредседателем Института права Интернета закона от Института практического права. В 1997—1998 годах она была членом целевой группы Саншайн в Сан-Франциско. С 2001 года Вонг работала в руководящем комитете ABA Communications Law Forum, и с 2007 года входила в совет директоров Коалиции Первой поправки. Она входит в консультативный совет при Высшей школе журналистики Калифорнийского университета в Беркли.
Вонг четыре раза выступала перед Конгрессом США по вопросу Интернет-политики. На одном слушании она заявила: «В первую очередь правительство США должно способствовать открытости Интернета в качестве основной опоры для нашей внешней политики». Она является соредактором Справочника электронных СМИ и законов о конфиденциальности (2003). Также в 1997 и 1999 годах она преподавала курсы права СМИ и Интернета в качестве адъюнкт-профессора в Калифорнийском университете в Беркли, Стэнфордском университете и школе права Университета Сан-Франциско.
В ноябре 2020 года Вонг была назначена членом комиссии, которая участвовала в передаче президентской власти после победы на выборах Джо Байдена. Её работа касалась Совета национальной безопасности и Управления научно-технической политики.

## Работы
- Wong, Nicole A.; Brelsford, James F. Conducting Web Site Legal Audits: A U.S. Perspective (англ.) : journal. — Perkins Coie, 1999. — 8 April.
- Electronic Media and Privacy Law Handbook (англ.) / Wong, Nicole; Silvers, Rachel; Opsahl, Kurt. — Perkins Coie LLP, 2003. — ISBN 978-1879650114.